# Jouan Nicola
Pour les articles homonymes, voir Nicola et Jouan.

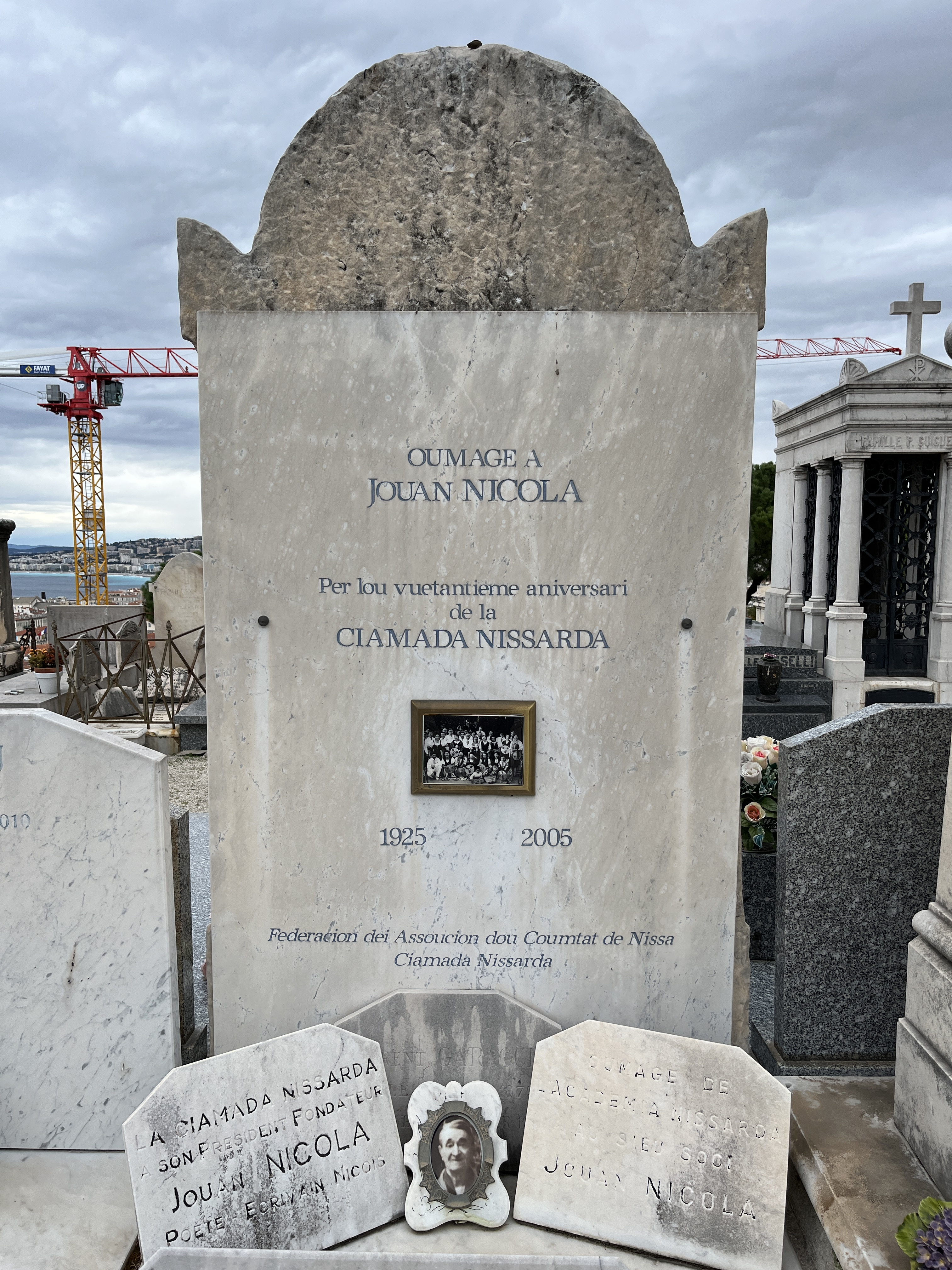
Sépulture de Jouan Nicola au cimetière du Château à Nice (06)

Jean-Auguste Nicola, dit Jouan Nicola (Nice, 13 octobre 1895 - Tende (Alpes-Maritimes), 4 décembre 1974) est un auteur-compositeur niçois. 

## Biographie
Rédacteur principal à la mairie de Nice, il crée en 1925 le groupe La Ciamada nissarda, premier groupe folklorique créé à Nice, qu'il présida jusqu'en 1960. Il dirige de 1934 à 1938 le journal La Ratapignata (La Chauve-souris en niçois). Il a écrit des chansons, sketchs et comédies qui dépeignent la vie des gens du peuple de Nice.
De 1931 à 1937, il est conseiller d'arrondissement du canton de Nice-1.